# Gabriele Tinti (Dichter)

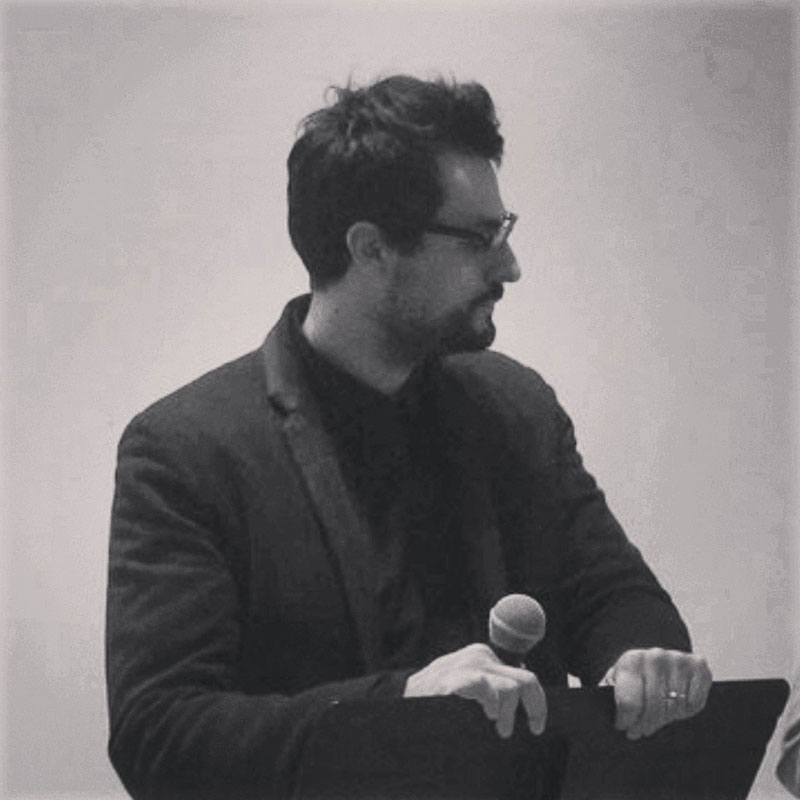
Gabriele Tinti, Queens Museum of Art, (2013)

Gabriele Tinti (* 18. Dezember 1979 in Jesi) ist ein italienischer Dichter und Schriftsteller.
Tinti wuchs in einer traditionell katholischen Familie auf und wurde „gezwungen, an der Sonntagsmesse teilzunehmen“. Die religiöse Renaissance- und Barockmalerei habe ihn über die dargestellten Heiligengeschichten zum Schreiben gebracht: „My writing developed like this, believing in words and images, as a defence against the power of death, as a wish to be freed through blood and suffering.“
Gabriele Tinti machte sich einen Ruf als Verfasser von Poesie auf Kunstwerke, vornehmlich antiker oder klassischer Kunst. Vielfach dichtet er zu Skulpturen und widmete sich dabei Meisterwerken wie dem Faustkämpfer vom Quirinal, dem Discobolos, dem Barberinischen Faun oder dem Herkules Farnese. Aus dieser Spezialisierung entwickelte sich Tintis Zusammenarbeit mit Museen und Galerien einerseits, zeitgenössischen Kunstschaffenden andererseits. Letztere, wie z. B. der Fotokünstler Roger Ballen, fragen den Schriftsteller um Kooperationen für Ausstellungen oder Buchprojekte an.
Tinti tritt auch als Kurator – zum Beispiel von Box(e) in London oder von Howard Schatz: New York Shots im Museo d’Arte Contemporanea (MACRO) in Rom – in Erscheinung, vor allem von (Foto)ausstellungen, die thematisch an seine große Leidenschaft, das Boxen, anknüpfen.
Der Autor lebt nach wie vor in Senigallia, wo er aufgewachsen ist.

## Wirken
Gabriele Tinti arbeitete mit dem J. Paul Getty Museum, dem Metropolitan Museum of Art, dem British Museum, dem Los Angeles County Museum of Art, dem Museo Nazionale Romano und der Glyptothek München zusammen und schrieb durch antike Kunstwerke inspirierte Gedichte – darunter der Faustkämpfer vom Quirinal, der Diskobolos, der Kopf des Sophokles, die Galliergruppe Ludovisi, die Victorious Youth (Getty Bronze), der Herkules Farnese, der Herkules von Skopas, das Parthenonfries und der Barberinische Faun.
2014 wurde er zu den Sonderveranstaltungen Poetry Library im South Bank Kulturzentrum in London eingeladen.
Im Jahr 2016 veröffentlichte er eine Sammlung von Gedichten unter dem Titel Last Words in Zusammenarbeit mit dem Fotokünstler Andres Serrano.
Von 2016 bis 2018 verfasste er einige Gedichte, die von Giorgio de Chiricos Meisterwerken mit mythologischer Thematik inspiriert wurden. Seine Texte wurden im Metropolitan Museum of Art, der Peggy Guggenheim-Collection, im Museum of Modern Art New Yourk und im Museo del Novecento in Mailand gelesen.
2018 wurde sein Projekt ekphrastischer Dichtung Rovine (dt. Ruinen) mit dem Premio Montale in einer Zeremonie im Palazzo Altemps des Museo Nazionale Romano ausgezeichnet. Im selben Jahr hat er sein von Meisterwerken inspiriertes poetisches Schaffen auf die Malerei der Renaissance erweitert und in Zusammenarbeit mit dem Schauspieler Alessandro Haber Lesungen an der Pinacoteca di Brera und in der Galleria di Palazzo Spinola abgehalten.
Seine Gedichte wurden u. a. von Schauspielern wie Joe Mantegna, Michael Imperioli, Burt Young, Robert Davi, und Franco Nero vorgetragen. Kontrovers rezipiert wurde der Auftritt von Kevin Spacey, der 2019 ein Gedicht von Gabriele Tinti im Museo Nazionale Romano neben dem Faustkämpfer vom Quirinal vortrug.

## Werk
Sein Werk konzentriert sich auf das Thema des Todes und des Leids und ist hauptsächlich in Form ekphrastischer und epigrammatischer Dichtung verfasst. Die Menschheit, die in seinen Gedichten besungen wird, ist jene der Boxer, der Suizide, der geschlagenen Helden und der Behinderten.

## Veröffentlichungen

### Lyrik
- The way of the cross, Umberto Allemandi & C., Turin, Venedig, New York, London, 2011, ISBN 978-88-422-2092-3
- All over, Mimesis Publishing, Mailand, 2013 ISBN 978-88-575-1935-7
- Last words, Skira, Milano, New York, 2016 ISBN 978-88-572-2424-4
- The Earth Will Come To Laugh and Feast, PowerHouse Books, New York, 2020 ISBN 978-15-768-7948-1
- Ruins, Eris Press, New York, London, 2021 ISBN 978-19-124-7527-8
- Bleedings, Contra Mundum Press, New York, 2023 ISBN 978-1-940625-60-7
- Confessions, Eris Press, London, 2023 ISBN 978-19-124-7574-2

### Essays
- Ring the means of illusion, Revolver Publishing, Berlin, 2014 ISBN 978-3-86895-236-0
- Io sono Arthur Cravan, Nicola Pesce Editore, Mailand, 2016 ISBN 978-88-97141-95-2

### Filme (Auswahl)
Über Tintis Lesungen wurden Kurzfilme und Dokumentarfilme gedreht.
- 2015: The boxer – Teile I und II, J. Paul Getty Museum, Lesung: Robert Davi
- 2016: Hercules, Los Angeles County Museum of Art, Lesung: Joe Mantegna
- 2016: The nostalgia of the poet, Rai, Lesung: Alessandro Haber
- 2016: Idols, masks, Glyptothek (München) Lesung: Hans Kremer
- 2017: The poet, Rai, Lesung: Alessandro Haber
- 2017: Ruins, Rai, Lesung: Alessandro Haber
- 2018: Apollo, Rai, Lesung: Alessandro Haber
- 2019: Il Cantore, Rai, Lesung: Alessandro Haber
- 2019: Doryphorus, Treccani-Channel, Lesung: Robert Davi
- 2019: Hesiod, Treccani-Channel, Lesung: Robert Davi
- 2019: Hermes, Treccani-Channel, Los Angeles County Museum of Art, Lesung: Robert Davi
- 2019: Tyrannicides, Treccani-Channel, Lesung: Robert Davi
- 2019: The Battle of Alexander, Treccani-Chanllel, Lesung: Robert Davi
- 2019: Runners, Treccani-Channel, Lesung: Robert Davi
- 2019: The boxer, Museo Nazionale Romano, Lesung: Kevin Spacey
- 2019 Riace bronzes, Treccani-Channel, Lesung: Robert Davi
- 2019 Polyhymnia, Treccani-Channel, Lesung: Marton Csokas
- 2019 Anacreon, Treccani-Channel, Lesung: Marton Csokas
- 2019 Theseus, Treccani-Channel, Lesung: Marton Csokas
- 2019 Icarus, Treccani-Channel, Lesung: Marton Csokas
- 2020 Boxer at Rest, Ministry of Cultural Heritage and Activities, Lesung: Franco Nero
- 2020 Songs of stone, Ministry of Cultural Heritage and Activities, Lesung: Franco Nero
- 2021 Bleedings, Rai, Lesung: Abel Ferrara
- 2022 Icarus, RAI, Lesung: Abel Ferrara
- 2022 Prometheus, RAI, Lesung: Abel Ferrara
- 2022 Christ Mocked, RAI, Lesung: Abel Ferrara